# Герман із Райхенау

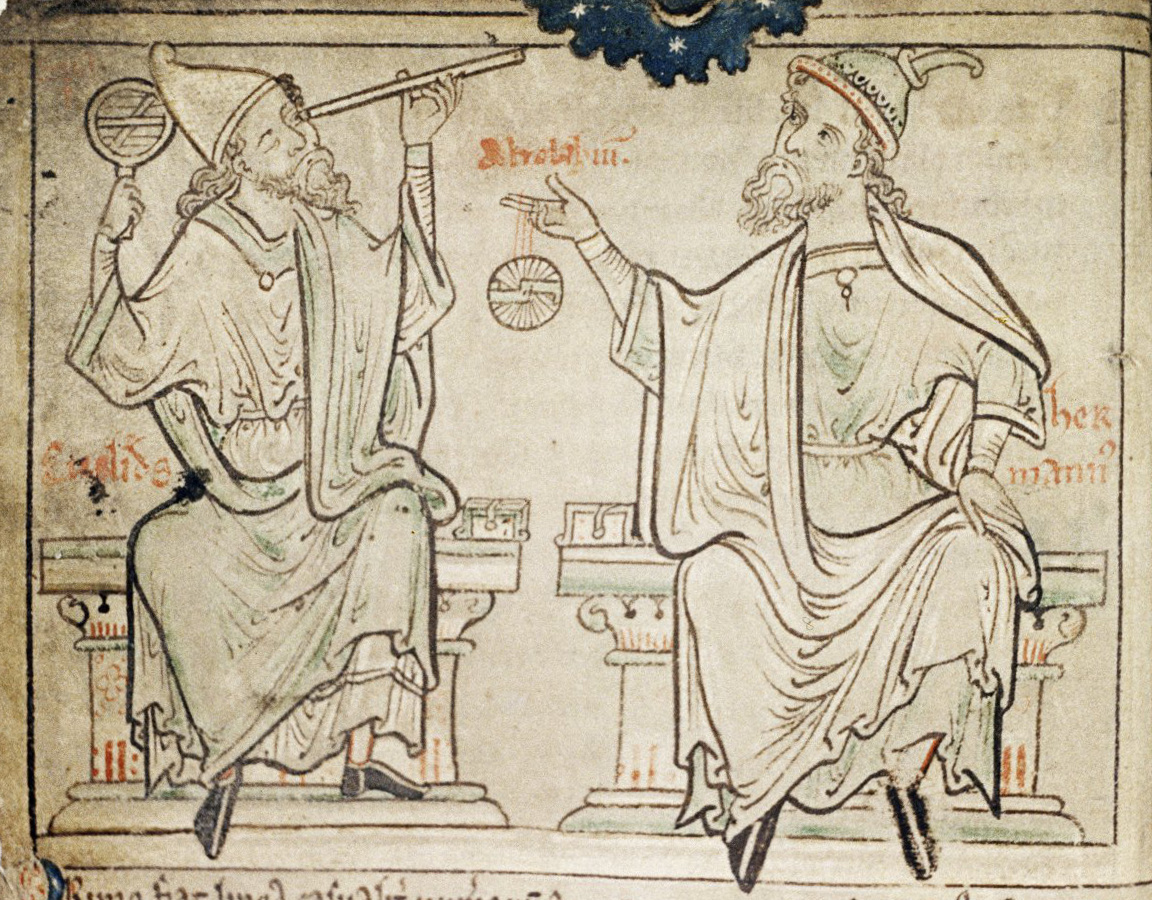
Герман із Райхенау (праворуч) на середньовічній мініатюрі

Герман із Райхенау, Герман Розслаблений (нім. Hermann von Reichenau, лат. Hermannus Contractus; 18 липня 1013, Заульгау, Швабія — 24 вересня 1054, Райхенау) — німецький монах-бенедиктинець, історик, астроном, математик, поет, теоретик і автор музики.

## Біографія
Герман народився в сім'ї графа Вольфрада фон Альтсхаузена; з дитинства був паралізований. Виховувався при знаменитому бенедиктинському монастирі Райхенау, що знаходиться на острові посеред Боденського озера. Отримав гарну освіту, в 1043 році дав обіт в ордені бенедиктинців. Незважаючи на фізичний недуг, він присвячував багато часу науковим дослідженням в самих різних областях знання, а також мистецтву. Завдяки своїм талантам і енциклопедичним знанням Герман незабаром завоював велику славу і авторитет. Його називали «найславетніший чоловік», в 1049 році заради зустрічі з Германом в Райхенау приїжджав Папа Римський Лев IX.
Історичні праці Германа присвячені компіляції подій першого тисячоліття нашої ери від Різдва Христового до сучасної йому епохи на основі різних джерел; він вперше склав хронологічний список найважливіших подій тисячоліття, до цього що згадуються в різних хроніках.
Астрономічні праці Германа (виявляють арабські впливи) «Про Місячний місяць» і «Про затемнення» виконані для сучасного йому рівня знань на високому науковому рівні. Кілька його робіт присвячені астролябії, новому для Західної Європи XI століття приладу, а також геометричним і арифметичним проблемам.
З деяких поетичних творів Германа, що дійшли до нас — великий (1172 вірша) дидактичний вірш «Про вісім головних гріхів» (De octo vitiis principalibus), адресований черницям, піднесена епітафія, написана у 1052 році на згадку про покійну матір («Mater egenorum, spes auxiliumque suorum») і віршований «Мартирологія».
У своєму трактаті «Musica» Герман розвивав вчення про музичні інтервали і лади. Він запропонував свою систему музичної нотації, заснованої на буквах. Хоча ця система не отримала широкого розповсюдження, дослідження Германа в галузі теорії музики готували реформу нотації Гвідо Аретінського.
Авторство Германа встановлене відносно двох секвенцій з інціпітами «Grates, honos, hierarchia» і «Gloriosa et beatissima»; секвенція «Ave, praeclara maris stella», мабуть, йому не належить. Знамениті піснеспіви — богородичні антифони Alma Redemptoris mater і Salve, Regina, які католицька традиція приписувала Герману, нині вважаються анонімними.

## Прославлення

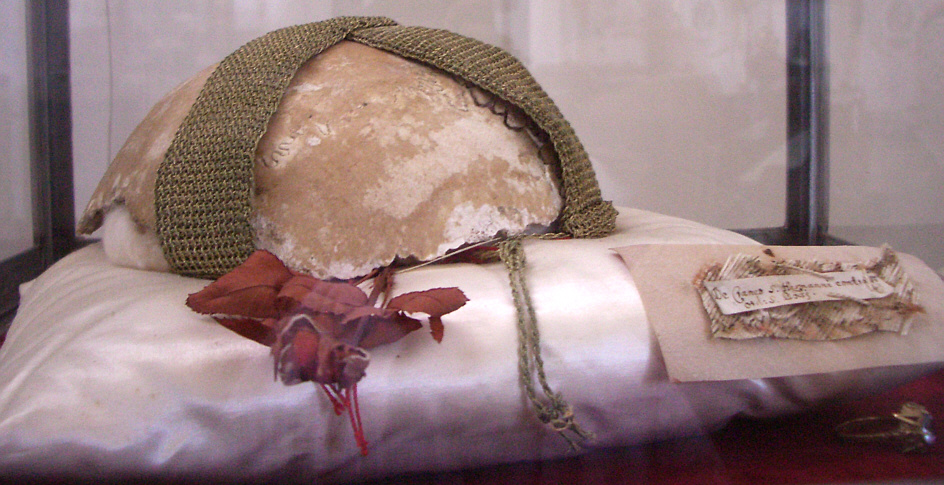
Мощі Германа з Райхенау в церкві замку Althausen

Герман із Райхенау був беатифікований в 1863 році. Він шанується як місцевошанований в деяких німецьких єпархіях, а також в ордені бенедиктинців. День пам'яті в Католицькій церкві — 24 вересня.

## Твори
- Chronicon // Quellen des 9. und 10. Jahrhunderts zur Geschichte der Hamburgischen Kirche und des Reiches, hrsg. v. R. Buchner u. W. Trillmich. Darmstadt 1961 (= Freiherr vom Stein-Gedächtnisausgabe 11).
- Musica Hermanni Contracti, ed. L. Ellinwood. Rochester, NY, 1936 (лат. оригінал і англ. Переклад).
- Opusculum Herimanni (De octo vitiis principalibus). Eingeleitet, herausgegeben und übersetzt von Bernhard Hollick // Reichenauer Texte und Bilder, Bd. 14. Heidelberg 2008.
- Migne(ed.), Patrologia Latina, vol.143 (старе, але повне зібрання творів Германа, підготовлене Мінем в MPL).